# Pohjola
Pohjola este un loc în mitologie finlandeză, care se referă la pojha (nord), ca punct al compasului, Ținutul Nordului și, în lumea Kalevala, ținutul poporului Sami.
În lumea reală, Pohjola include părți ale Laponiei și ale regiunii Kainuu. Pohjola este considerată ca sursa vicleniei și a răului - un ținut întotdeauna rece și plin de ger și boală.
În mitologie, Pohjola era codusă de Louhi, o vrăjitoare vicleană dar puternic.